# Halopteris michaelseni
Halopteris michaelseni är en nässeldjursart som först beskrevs av Eberhard Stechow 1924.  Halopteris michaelseni ingår i släktet Halopteris och familjen Halopterididae. Inga underarter finns listade i Catalogue of Life.